# Alejandro Magno (Racine)

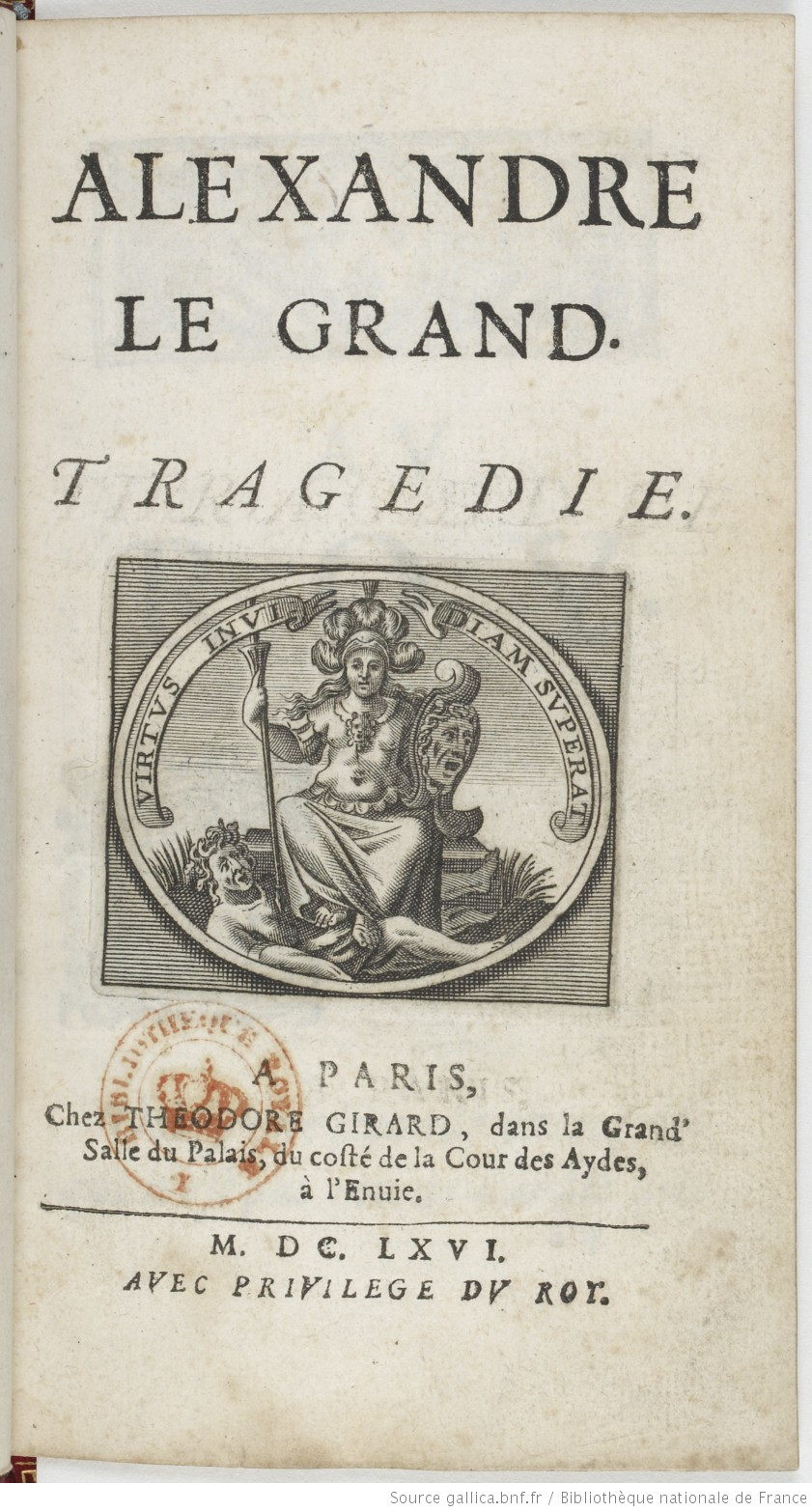
Frontispicio de la primera edición de Alejandro Magno de Jean Racine.

Alejandro Magno (Alexandre le Grand) es una de las primeras tragedias escritas por el dramaturgo francés Racine. La obra está basada en la vida del caudillo macedonio Alejandro Magno y tiene una fuerte influencia del estilo novelesco de Corneille. Al igual que la anterior obra de Racine, La Tebaida fue representada por la compañía de Molière. Sin embargo, a los pocos días opinó que estaba mal representada y la encargó a una compañía rival de la de Molière. Dado que este era ya una figura consagrada y Racine un casi debutante, este hecho fue considerado una ingratitud. De hecho, ambos dramaturgos estuvieron siempre enemistados.
- Datos: Q2834224